# Pavle Vagic
Pavle Vagic, född 24 januari 2000 i Malmö, är en svensk fotbollsspelare som spelar för Hammarby IF.

## Klubbkarriär
Vagic började spela fotboll i Malmö FF:s fotbollsskola. I april 2017 skrev han på ett lärlingskontrakt med A-laget fram till 2019. Vagic gjorde allsvensk debut den 29 oktober 2017 i en 4–0-vinst över IK Sirius, där han blev inbytt i den 62:a minuten mot Carlos Strandberg.
Den 10 augusti 2018 förlängde Vagic sitt kontrakt med 3,5 år och blev samtidigt utlånad till Jönköpings Södra över resten av säsongen. Den 8 januari 2019 lånades Vagic ut till Mjällby AIF på ett låneavtal över säsongen 2019. I juli 2019 bröts låneavtalet och Vagic lånades istället ut till AFC Eskilstuna. Den 2 juli 2020 lånades Vagic för andra gången ut till Jönköpings Södra, denna gången på ett låneavtal över resten av säsongen 2020.
Den 10 juli 2022 blev Vagic klar för Hammarby IF, där han skrev på ett 4,5-årskontrakt. Under sommarfönstret 2023 gick Vagic till Helsingborgs IF på ett lån. 

## Landslagskarriär
Vagic debuterade för Sveriges U17-landslag den 18 augusti 2015 i en 2–0-vinst över Finland. Totalt spelade han 19 matcher och gjorde sex mål för U17-landslaget.
Vagic debuterade för U21-landslaget den 18 november 2020 i en 1–4-förlust mot Italien.